# Seznam kultnih filmov
Seznam kultnih filmov (urejen po letu snemanja).
- Nosferatu, simfonija groze (Friedrich Wilhelm Murnau, 1922)
- Oklepnica Potemkin (Sergej Mihajlovič Eisenstein, 1925)
- Metropolis (Fritz Lang, 1927)
- Plavi angel (Josef von Sternberg, 1930)
- Frankenstein (James Whale, 1931)
- Drakula (Tod Browning, 1931)
- Mumija (Karl Freund, 1932)
- King Kong (Merian C. Cooper, Ernest B. Schoedsack, 1933)
- Veliki diktator (Charles Chaplin, 1940)
- Državljan Kane (Orson Welles, 1941)
- Casablanca (Michael Curtiz, 1942)
- Točno opoldne (Fred Zinnemann, 1952)
- Godzilla (Inoširo Honda, 1954)
- Sedem samurajev (Akira Kurosava, 1954)
- Vrtoglavica (Alfred Hitchcock, 1958)
- Ben Hur (William Wyler, 1959)
- Plan 9 from Outer Space (Edward D. Wood mlajši, 1959)
- Psiho (Alfred Hitchcock, 1960)
- James Bond (1962-2006)
- Ptiči (Alfred Hitchcock, 1963)
- Tišina (Ingmar Bergman, 1963)
- Dober, grd, hudoben (Sergio Leone, 1966)
- Fahrenheit 451 (Francois Truffaut, 1966)
- 2001: Odiseja v vesolju (Stanley Kubrick, 1968)
- Goli v sedlu (Dennis Hopper, 1969)
- Boter - trilogija (Francis Ford Coppola, 1971-1990)
- Peklenska pomaranča (Stanley Kubrick, 1971)
- Globoko grlo (Gerard Damiano, 1972)
- Diskretni šarm buržoazije (Luis Buñuel, 1972)
- Solaris (Andrej Arsenjevič Tarkovski, 1972)
- Izganjalec hudiča (William Friedkin, 1973)
- Velika požrtija (Marco Ferreri, 1973)
- Zardoz (John Boorman, 1974)
- Emmanuelle (Just Jaeckin, 1974)
- Barry Lyndon (Stanley Kubrick, 1975)
- Let nad kukavičjim gnezdom (Miloš Forman, 1975)
- Taksist (Martin Scorsese, 1976)
- Vojna zvezd (1977-2005)
- Stalker (Сталкер) (Andrej Arsenjevič Tarkovski, 1978)
- Osmi potnik (Ridley Scott, 1979)
- Apokalipsa zdaj (Francis Ford Coppola, 1979)
- Sijanje (Stanley Kubrick, 1980)
- Indiana Jones (1981-1989)
- Iztrebljevalec (Ridley Scott, 1982)
- Terminator (James Cameron, 1984)
- Amadeus (Miloš Forman, 1984)
- Pod udarom zakona (Jim Jarmusch,1986)
- Ime rože (Jean-Jacques Annaud,1986)
- Popolna bojna oprema (Stanley Kubrick, 1987)
- Umri pokončno (1988-1993)
- Noč na Zemlji (Jim Jarmush, 1991)
- Ko jagenjčki obmolknejo (Jonathan Demme, 1991)
- Stekli psi (Quentin Tarantino, 1992)
- Šund (Quentin Tarantino, 1994)
- Rojena morilca (Oliver Stone, 1994)
- 12 opic (Terry Gilliam, 1995)
- Osumljenih pet (Brian Singer, 1995)
- Krik (Wes Craven, 1996)
- Življenje je lepo (Roberto Benigni, 1997)
- Matrica (Matrix) (Larry & Andy Wachowski, 1999-2003)
- Klub golih pesti (David Fincher, 1999)
- Memento (Christopher Nolan, 2000)
- Gospodar prstanov (Peter Jackson, 2000-2003)
- Božje mesto (Fernando Meirelles, 2002)
- Ubila bom Billa (Quentin Tarantino, 2004)